# ألفية العراقي (كتاب)
ألفية العراقي في علوم الحديث المعروف عند أهل العلم بالحديث وعلومه بالتبصرة والتذكرة للإمام الحافظ أبو الفضل زين الدين عبد الرحيم بن الحسين العراقيّ المتوفـى سنة 806 هـ، وهو من أهم متون علوم مصطلح الحديث المنظومة، عدد أبياته 1003 بيت. ، وكان الحافظ العراقي في نظمه هذا يحاول احتواء كتاب ابن الصلاح في علوم الحديث.

## نبذة عن الألفية
نظم الإمام العراقي ألفيةً في علم مصطلح الحديث، اختصر فيها كتاب معرفة أنواع علم الحديث لابن الصلاح، ولم يكتف بالاختصار بل زاد بعض المسائل والأقوال والتعقبات على ما في كتاب ابن الصلاح، وقد نبه على هذا في ألفيته بقوله:
| ألفية العراقي (كتاب) | لخصت فيها ابن الصلاح أجمعهوزدتها علماً تراه موضعه | ألفية العراقي (كتاب) |

## الشروح
من الشروح علي الألفية:
- فتح الباقي بشرح ألفية العراقي، زكريا بن محمد بن أحمد بن زكريا الأنصاري السنيكي المصري الشافعي [4][5]
- فتح المغيث شرح ألفية الحديث، شمس الدين محمد بن عبد الرحمن السخاوي[6]
- منحة المغيث شرح ألفية العراقي في الحديث، محمد إدريس الكاندهلوي [7]

## الطبعات
1. الأولى: كانت بالهند سنة 1300 هـ في (المطبع الفاروقي) بدلهي، باهتمام الأستاذ أبي سعيد محمد حسين الهزاوري.
2. الثانية: بمدينة الرباط بالمغرب.
3. الثالثة: بتحقيق الشيخ محمد حامد الفقي سنة 1372 هـ ضمن مجموع أسماه «النفائس».
4. الرابعة: بعناية الشيخ أحمد محمد شاكر وأخيه علي شاكر ضمن مجموع سمياه «الروائع»، بمطبعة (دار المعارف) بمصر، سنة 1372 هـ.
5. الخامسة: باسم «المقاصد المهمة» المسمى بـ«ألفية الحديث» في باكستان ومعها تعليقات لأبي الشفيق محمد رفيق الأثري، سماها «التعليقات الأثرية»، طبعها أعضاء (جمعية النشر والتأليف الأثرية)، سنة 1968 م.
6. السادسة: بتحقيق عبد الله محمد الحكمي، في (دار المعالي)، سنة 1415 هـ.
7. السابعة: بتحقيق العربي الدايز الفرياطي، في (دار المنهاج)، سنة 1426 هـ، ثم الطبعة الثانية في سنة 1428 هـ، وهي أجود هذه الطبعات.[3]

## وصلات خارجية
- ألفية العراقي في علم الحديث-نسخة مشكولة - موقع طريق الإسلام
- ألفية الحديث للحافظ العراقي [ كتاب صوتي ]
- شرح ألفية العراقي لابن باز